# ¡Alfaro Vive, Carajo!
¡Alfaro Vive, Carajo! fu un movimento clandestino della sinistra ecuadoriana fondato il 12 agosto 1983 e nominato in onore di Eloy Alfaro.
Questo gruppo, una volta molto potente, perse di molto la sua forza nel 1986, quando la sua leadership fu decapitata dalle forze governative. Nel 1991 il gruppo abbandonò ufficialmente la lotta armata contro il governo e si riformò come partito politico legale.
Un anno dopo otto membri del gruppo fecero un ingresso legale ma non violento nell'ambasciata britannica a Quito, chiedendo la scarcerazione del proprio leader.
Durante il periodo di più attiva militanza, ¡Alfaro Vive, Carajo! operava con gruppi simili delle nazioni confinanti, come i Túpac Amaru e gli M-19.
| Controllo di autorità | VIAF (EN) 136201922 · LCCN (EN) n95036757 |